# Oratorio dei Santi Sebastiano e Carlo
L'oratorio dei Santi Sebastiano e Carlo è luogo di culto cattolico situato nel comune di Rialto, in provincia di Savona. Sorge in prossimità della chiesa parrocchiale ed è sede della confraternita di San Sebastiano.

## Storia e descrizione

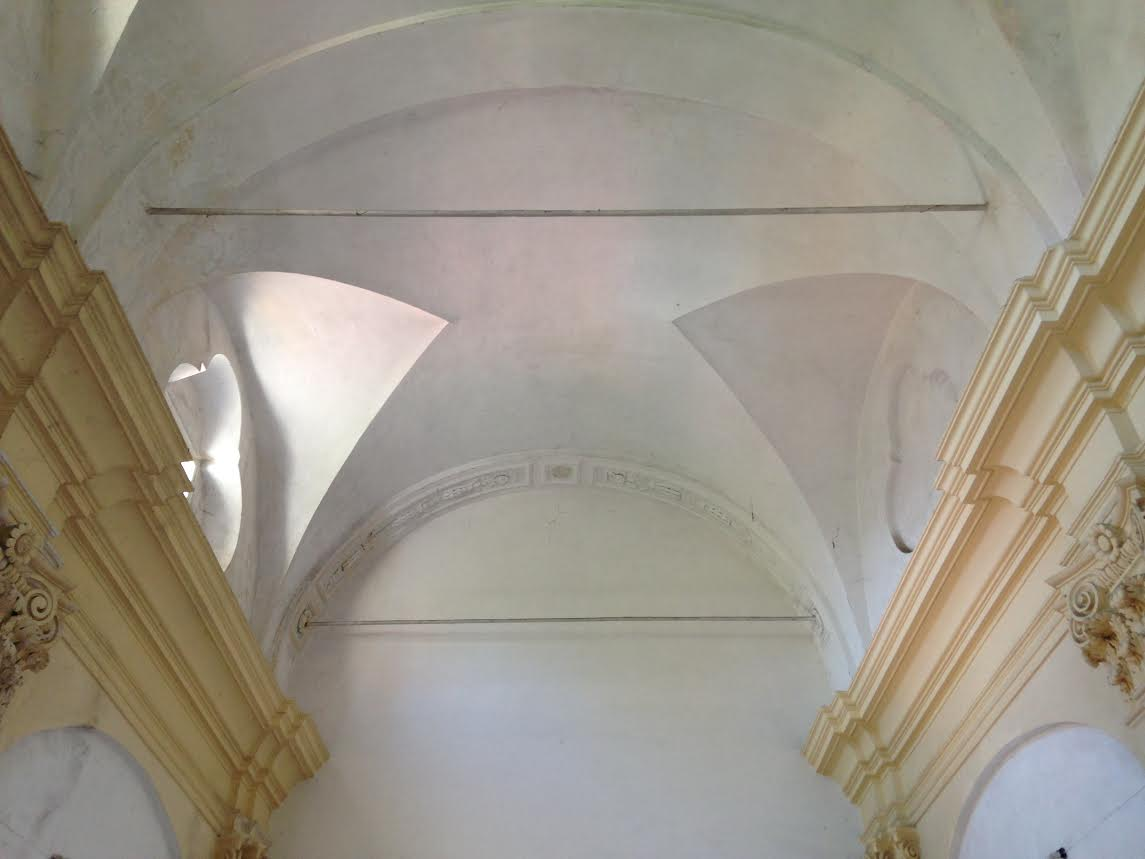
Interno: particolare del soffitto

L'edificio è stato eretto a metà Settecento, forse su un oratorio precedente.
Si presenta a navata unica con presbiterio quadrato e volta a botte a tutto sesto. I semipilastri interni sono abbelliti da capitelli con foglie d'acanto in stucco. Finestre e rosone hanno infissi quadrati inseriti su aperture trilobate. Sulla facciata, tra il rosone e il portone di ingresso, trovava posto una pittura ormai corrosa dal tempo.
L'interno è stato smantellato nel secondo dopoguerra, separando il presbiterio dall'aula attraverso l'erezione di una parete. Nell'ex presbiterio trova ora posta una piccola cappella, mentre l'aula è stata adibita a scopi ricreativi.